# Intrasektorale Kommunikation im Gesundheitswesen
Die Intrasektorale Kommunikation und Datenübertragung im Gesundheitswesen ist als elektronischer Datenaustausch von personenbezogenen Behandlungs- und Gesundheitsdaten innerhalb der Grenzen einer organisatorisch-rechtlichen Einheit, über geeignete (zertifizierte) Infrastrukturen (IT-Sicherheitsgesetz, BSI-Grundschutz), der Nutzung geeigneter Übertragungstechnologien (Verschlüsselungsverfahren, eID-Verfahren) zur Sicherstellung des gesetzlich vorgeschriebenen Datenschutzes und Datensicherheit sowie der mit geeigneten Methoden (Evidence Records, Zeitstempeln, Signaturen) sichergestellten Erhaltung der Verkehrsfähigkeit (Authentizität, Integrität) der Dateninhalte (Dokumente) zu verstehen. Datenquelle ist eine verkehrsfähige elektronische Gesundheitsakte (EFA, EPA etc.) und das rechtsgültige Einverständnis des Patienten zur elektronischen Datenverarbeitung.

## Quelle
- Jürgen Bosk, Competence Center für die Elektronische Signatur (CCESigG) e. V.